# Chiese di Foggia

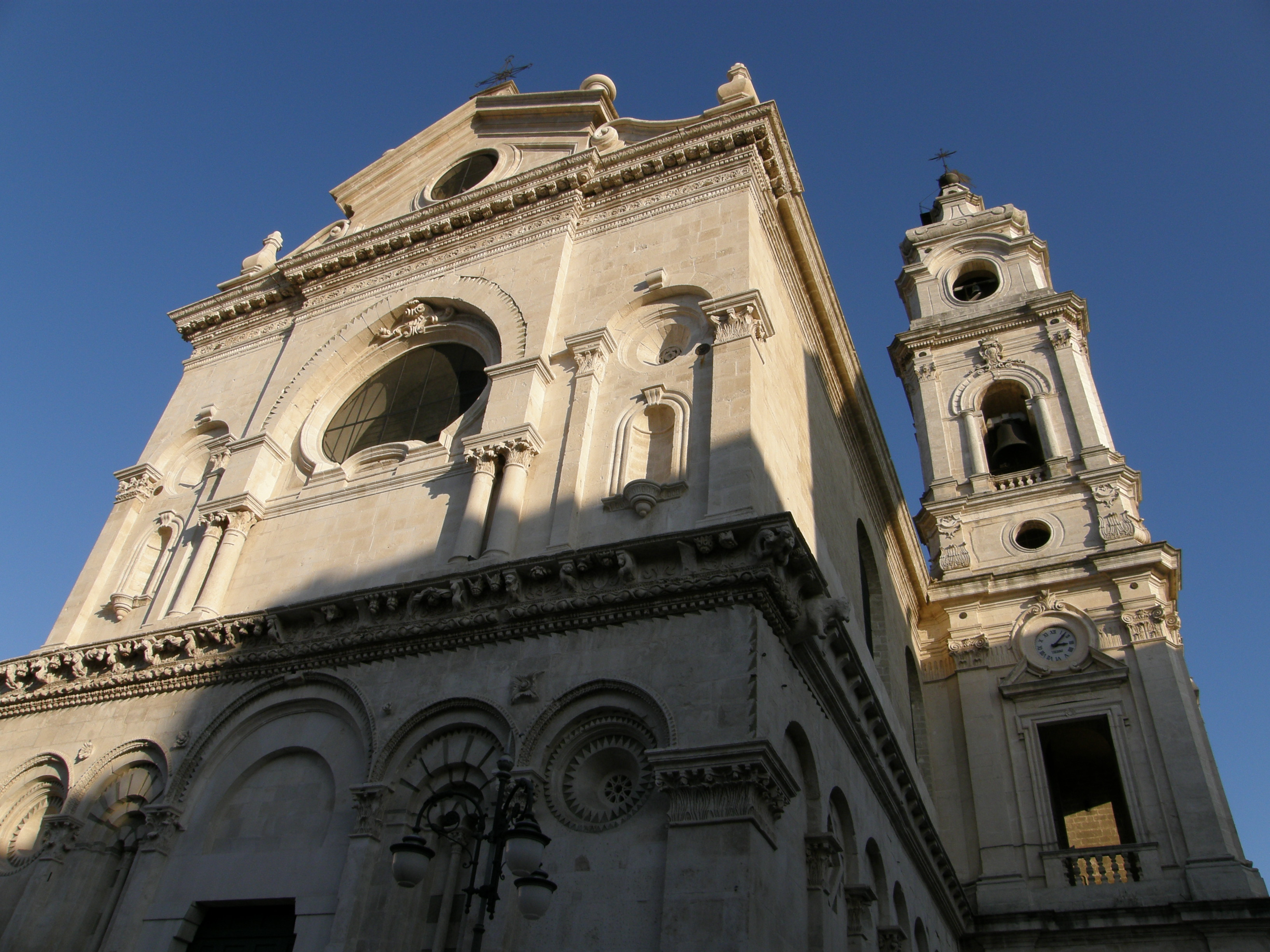
Cattedrale di Foggia

Le chiese di Foggia sono cinquantuno, la loro storia accompagna quella della città da circa dieci secoli, segnandone la storia religiosa, sociale ed artistica.

## Chiese antiche
| - Cattedrale della Beata Maria Vergine Assunta in Cielo - Chiesa e Convento di Sant'Agostino - Chiesa dell'Addolorata - Chiesa e Convento di Sant'Anna - Chiesa dell'Annunziata - Chiesa del Carmine Vecchio - Chiesa di Santa Chiara - Chiesa e Cripta delle Croci o del Monte Calvario - Chiesa, Palazzo Vescovile, Convento di San Domenico - Chiesa e Cripta di Sant'Eligio - Chiesa di San Francesco Saverio - Basilica Santuario della Beata Maria Vergine Madre di Dio Incoronata, (Borgo Incoronata) | - Chiesa di Gesù e Maria - Chiesa di San Giovanni Battista - Chiesa di San Giovanni di Dio - Chiesa di San Giuseppe - Chiesa della Madonna delle Grazie - Chiesa di San Michele Arcangelo - Chiesa di Maria Santissima della Misericordia - Chiesa di San Pasquale Baylon - Chiesa di San Rocco - Chiesa di Santo Stefano - Chiesa di San Tommaso - Chiesa del Succorpo |

## Chiese del XX secolo

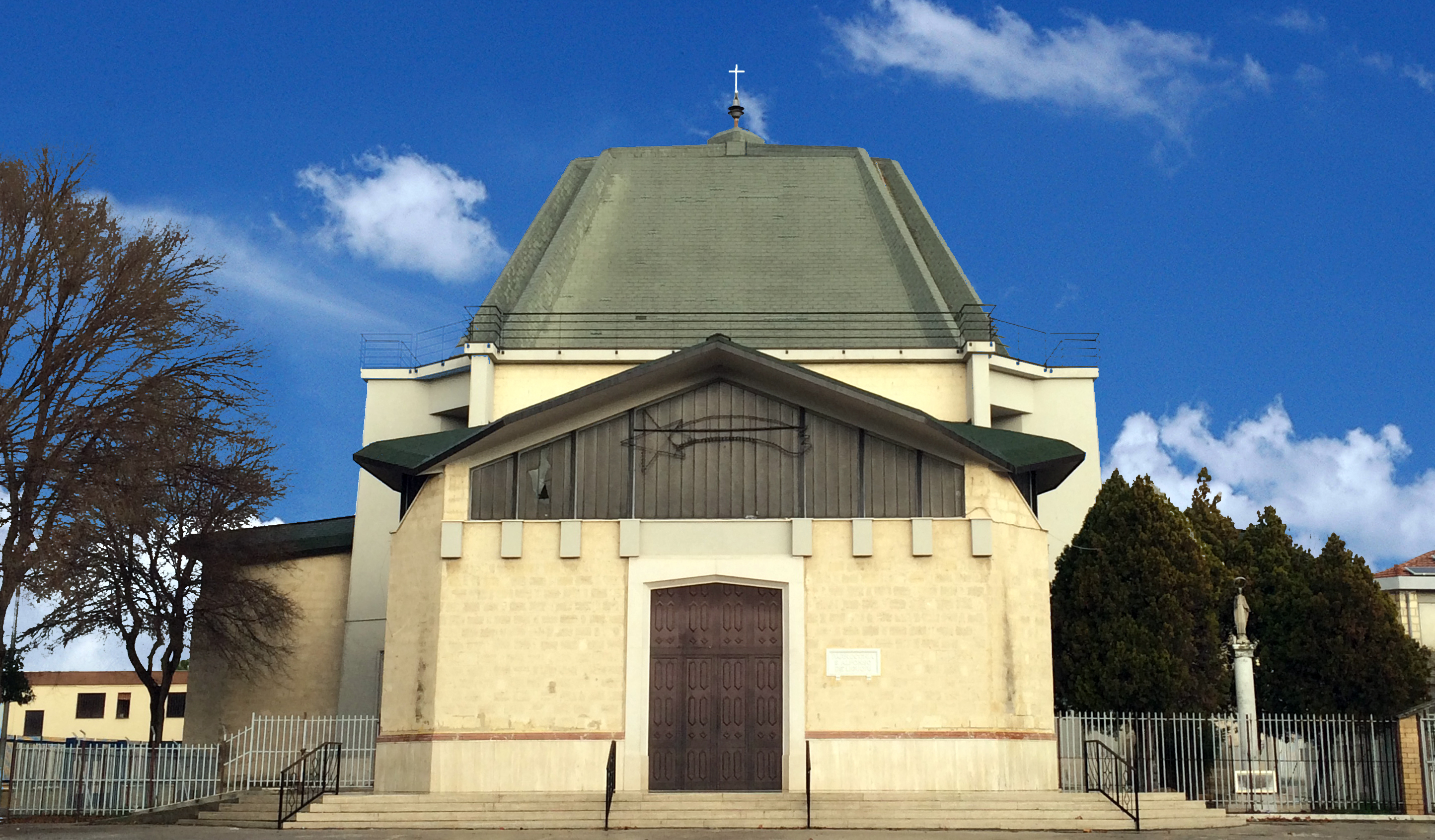
La Chiesa di Sant'Alfonso Maria de' Liguori

- Chiesa di Sant'Alfonso Maria de' Liguori, nel 1931 per il bicentenario dell'apparizione della Madonna dei Sette Veli a Foggia venne l'idea a Monsignor Farina di costruire una chiesa. Fu costruita Rione Candelaro, perché non fu possibile ottenere il terreno né a Corso Roma né a Via Scillitani. Soltanto l'11 giugno 1972 venne benedetta e posta la prima pietra. I lavori terminarono nel 1979, e ad agosto dello stesso anno Monsignor Mario De Santis, aprì ufficialmente al culto la chiesa col rito della benedizione. Da allora la chiesa non ha subito cambiamenti.

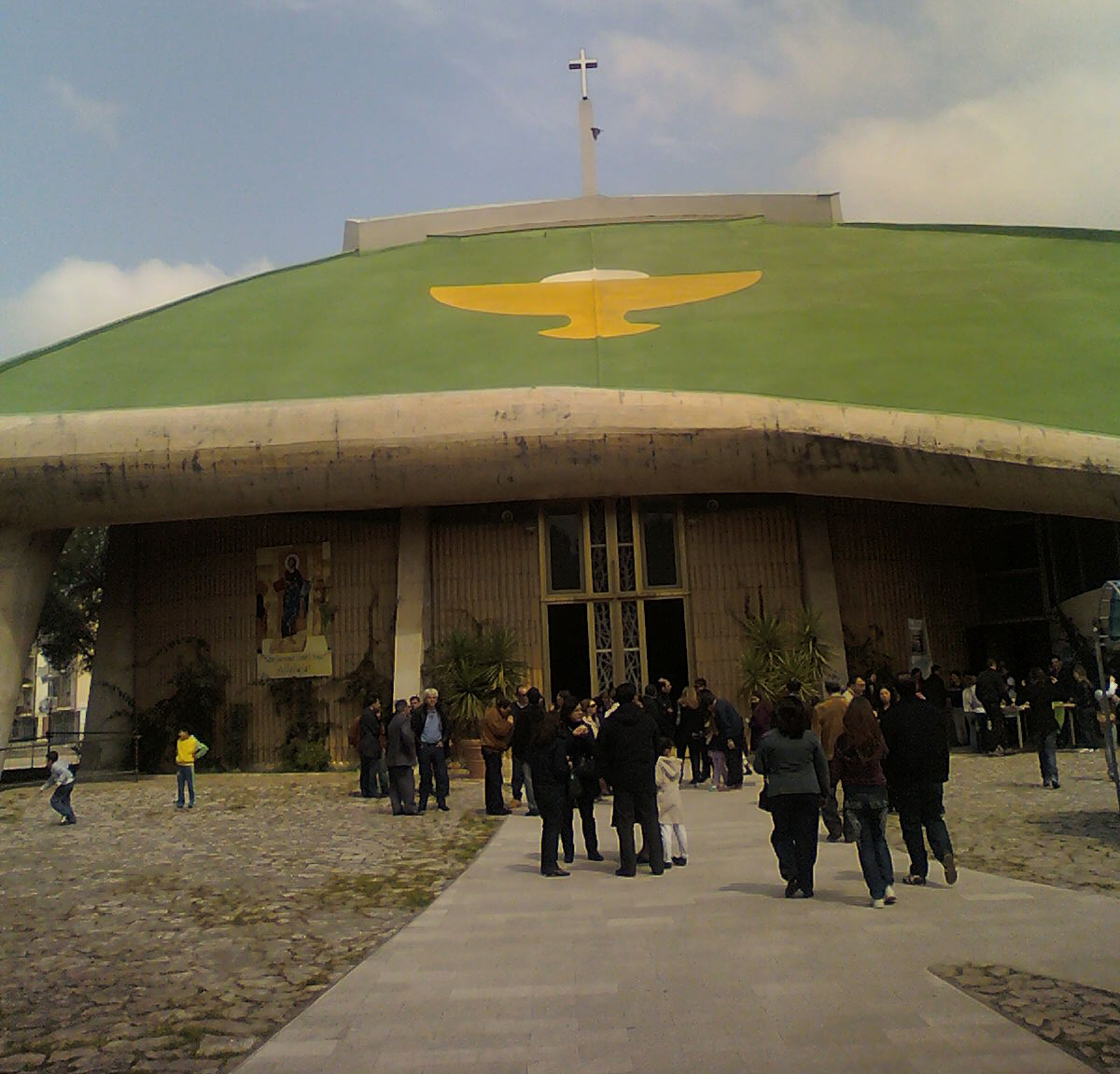
La Chiesa di Sant'Antonio

- Chiesa di Sant'Antonio di Padova, istituita da Monsignor Lenotti il 1º giugno 1966 e l'affidò ai frati Minori, fu costruita nella zona periferica sud della città. Il 24 giugno 1972 fu benedetta e posata la prima pietra da padre Angelo Marracino. I lavori finirono il 13 giugno del 1979, quando la chiesa fu aperta al culto. La chiesa venne consacrata il 5 maggio 1991 da monsignor Giuseppe Casale. Come si può facilmente notare, lo stile architettonico della chiesa è moderno. La chiesa fu progettata dall'architetto polacco Davide Pacanowski.
- Chiesa dell'Annunciazione del Signore, costruita per l'incremento edilizio e demografico nel quartiere "Macchia Gialla". La prima pietra fu benedetta e posata da monsignor Giuseppe Casale il 14 settembre del 1997. Il 19 novembre del 1997 la chiesa fu consegnata parzialmente. Tuttora sono ancora in corso i lavori.

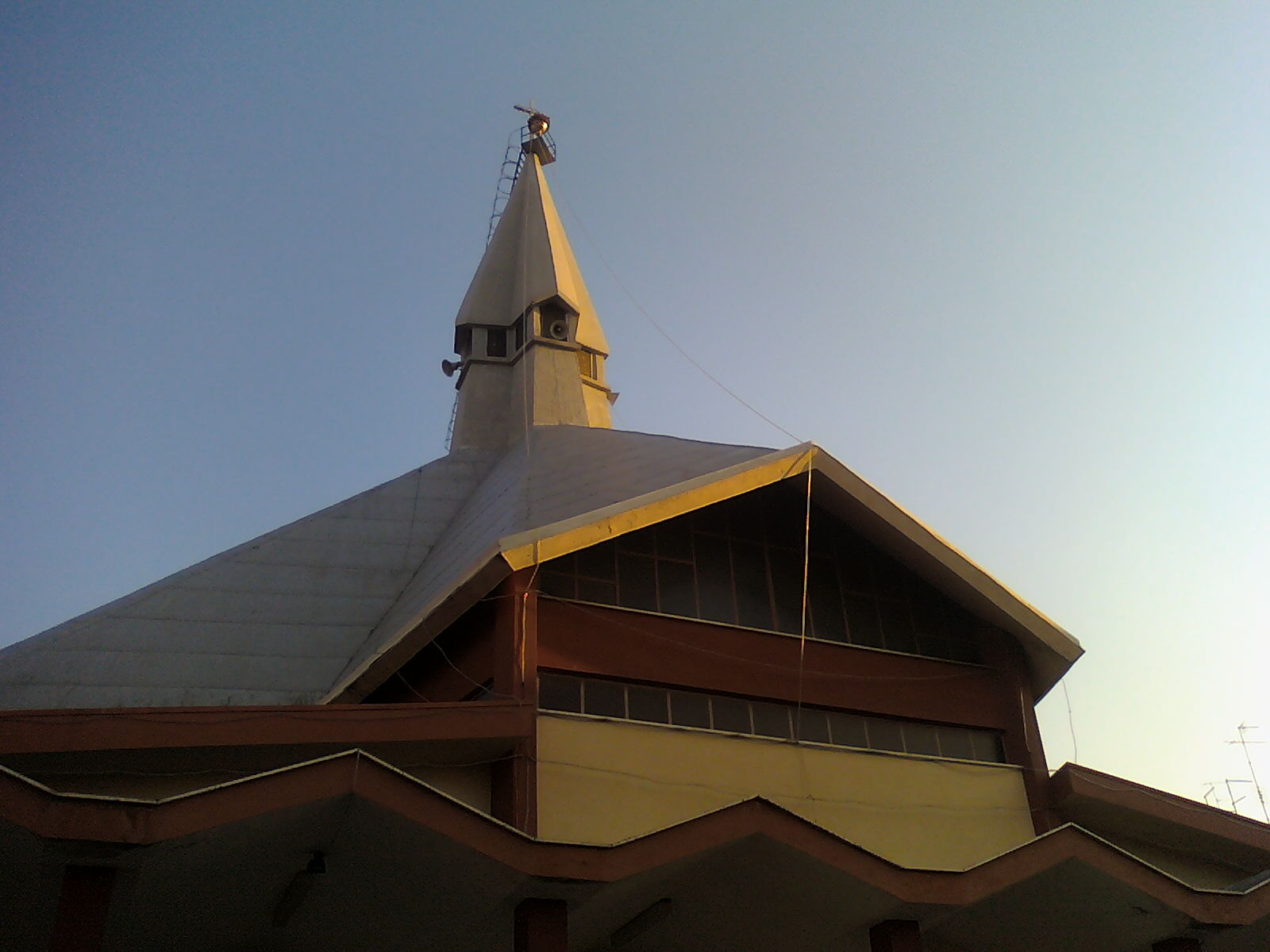
La Chiesa della Beata Maria Vergine Regina della Pace

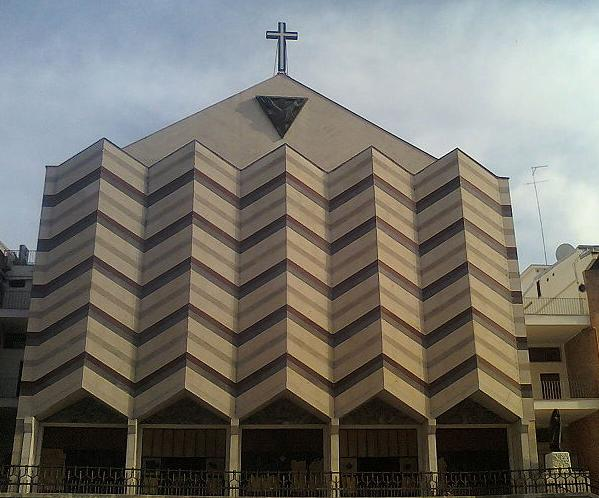
La Chiesa dell'Immacolata

- Chiesa della Beata Maria Vergine Madre della Chiesa, con lo sviluppo edilizio e demografico nella zona limitrofa della città, Monsignor Lenotti reperì un suolo per edificare una nuova chiesa parrocchiale intitolata alla Beata Maria Vergine Madre della Chiesa a ricordo del Concilio Vaticano II. Il progetto della chiesa fu disegnato dall'architetto Luigi Vagnetti. Il 10 settembre del 1967 monsignor Lenotti pose la prima pietra e la benedisse, ma la chiesa fu inaugurata solamente l'8 dicembre del 1970 per la mancanza della pavimentazione, sempre da monsignor Lenotti. Nel 1985 la chiesa fu restaurata.

- Chiesa della Beata Maria Vergine Regina della Pace, costruita a Rione Martucci, che precedentemente faceva parte della parrocchia della Santa Maria della Croce. Monsingnor Lenotti, con Bolla Vescovile dell'8 dicembre 1968, eresse la nuova Parrocchia, e la intitolò a “Maria Regina della Pace”. Gli innumerevoli lavori vennero terminati il 18 dicembre del 1989.
- Chiesa di Santa Maria del Carmine, detta anche chiesa del Carmine Nuovo, è una chiesa finita di costruire nel 1975, dopo quella già esistente dedicata sempre alla Santa Maria del Carmine, ma chiamata per distinguerla Chiesa del Carmine Vecchio. In questa chiesa, originariamente, i rettori cappellani facevano parte del Ordine della Beata Vergine del Monte Carmelo. Con la morte di uno di loro, don Giovanni Rolla, i rettori cappellani divennero prima i padri giuseppini della Chiesa di San Michele, e poi i frati Minori della Chiesa di San Pasquale. I carmelitani, devoti alla Santa Maria del Carmine, erano privi di una struttura dove pregare quest'ultima.
- Chiesa di San Ciro, costruita per l'incremento demografico venutosi a verificare negli anni cinquanta sul tratturo Foggia-Camporeale da monsignor Giuseppe Amici. La prima pietra fu benedetta da monsignor Paolo Carta il 28 giugno del 1957 e i lavori terminarono verso la fine del 1958. La parrocchia fu eretta da monsignor Paolo Carta con bolla del 16 maggio 1959.
- Chiesa di San Filippo Neri, è una chiesa recentemente costruita nei pressi dell'ospedale e della zona 167. Il 1º gennaio 1999 monsignor Giuseppe Casale emana il decreto di erezione canonica della parrocchia. Il 20 dicembre 2003 monsignor Francesco Pio Tamburrino, col rito della benedizione della prima pietra, da inizio alla nuova azione pastorale.

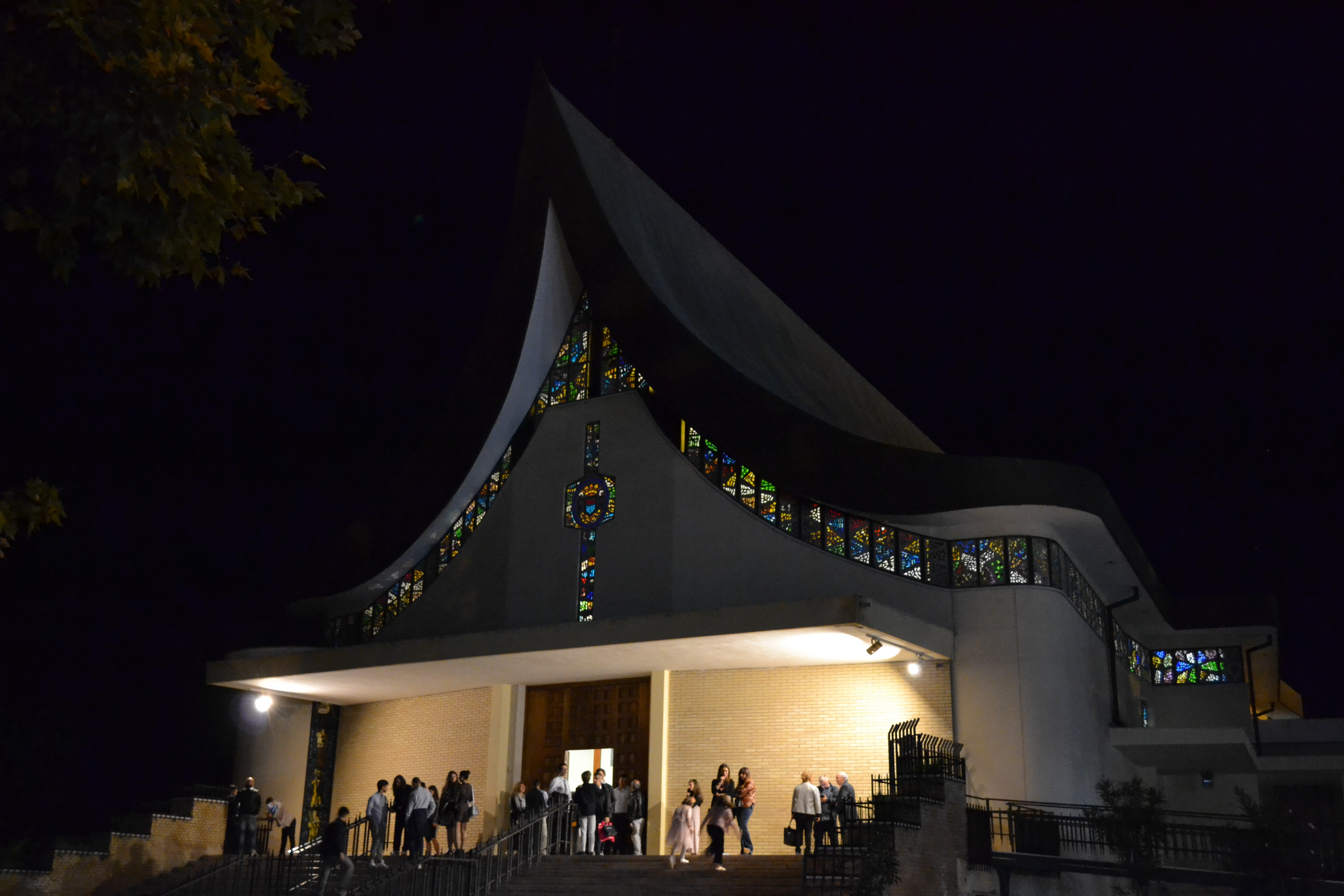
Chiesa dei Santi Guglielmo e Pellegrino

- Chiesa di San Giuseppe Artigiano, è una chiesa costruita nei pressi dello stadio, in via Caracciolo. Fu consacrata nel 1959. La facciata ha un disegno architettonico moderno, mentre all'interno della chiesa vi sono delle vetrate decorate da Guido Grilli con scene raffiguranti la vita di San Giuseppe Artigiano, il Concilio Vaticano II e l'Eucaristia. Il progetto della chiesa fu realizzato dall'architetto Giorgio Calza Bini. Lo stesso architetto disegnò anche la pavimentazione della chiesa e parecchi elementi di arredo interni come il Battistero, le acquasantiere, candelabri e crocifissi in ferro battuto e le stazioni della via Crucis. All'interno della chiesa inoltre si trovano varie opere scultoree di artisti della seconda metà del XX secoloChiesa dei Santi Guglielmo e Pellegrino
- Chiesa dei Santi Guglielmo e Pellegrino, costruita per l'attività religiosa nel Rione dei Preti, la parrocchia venne canonicamente eretta con la bolla di Monsignor Lenotti del 3 ottobre 1965 e riconosciuta civilmente il 24 giugno del 1967. La prima pietra fu posata e benedetta da Monsignor Lenotti il 5 luglio 1968. La chiesa venne benedetta e aperta al culto il 7 marzo 1971 e dedicata ai Santi Guglielmo e Pellegrino, compatroni della città di Foggia. Monsignor Salvatore De Giorgi consacrò la chiesa il 26 aprile 1985, festa dei Santi Guglielmo e Pellegrino.

- Chiesa della Beata Maria Vergine Immacolata, è stata sede dei Frati Minori Cappuccini ed era il Convento di S. Anna fino a quando i Frati costruirono un secondo Convento, progettato come nuova sede della Provincia Religiosa. La costruzione fu iniziata l'8 dicembre 1954, il centenario della proclamazione del dogma dell'Immacolata Concezione, e monsignor Giuseppe Amici pose la prima pietra della Chiesa. Originalmente la chiesa doveva essere costruita con tre navate, ma in tal modo lo spazio riservato ai fedeli sarebbe stato minimo. La chiesa venne benedetta l'8 dicembre 1958, ma venne consacrata due anni più tardi, nel 1960, e nel 1967 fu civilmente riconosciuta dal presidente della Repubblica. Nel 1970 fu demolito l'originale altare e la nuova mensa in marmo, che fu collocata al centro dell'area presbiteriale. Nel 1998 venne inaugurata la mensa dei poveri "Padre Pio". Lo stile architettonico è moderno, con qualche accenno allo stile liberty.
- Chiesa di San Luigi Gonzaga è stata edificata nel 1901 col concorso dei fedeli, fu più volte restaurata e ampliata, anche a causa dei danni subiti dai bombardamenti del 1943. L'architettura esterna è improntata ad un modesto stile barocco. Interno a navata unica, illuminata da sei finestroni; l'altare marmoreo proviene dalla chiesa di Santa Chiara.La Chiesa di Santa Maria della Croce

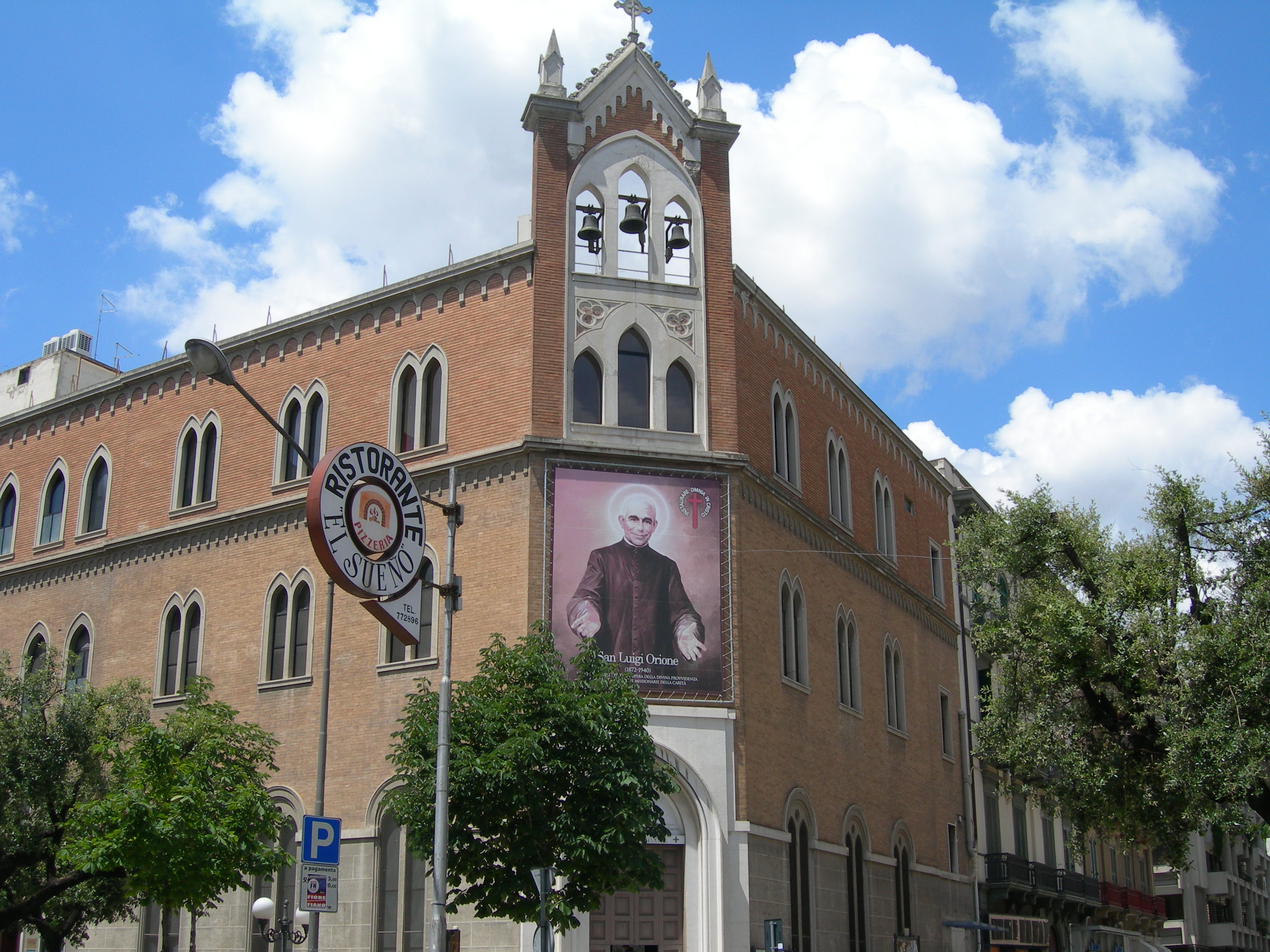
La Chiesa di Santa Maria della Croce

- Chiesa della Santa Maria della Croce, in luogo dell'antichissima chiesa di Sant'Elena detta poi volgarmente "Madonna della Croce" ed anche "Santa Maria della Neve", demolita nel 1936 per esigenze cittadine, sorse questo tempio. La scelta del sito per la sua riedificazione cadde sulla zona della stazione ferroviaria, per dare ai suoi abitanti l'assistenza religiosa, completa e permanente, con l'erezione di una nuova parrocchia. Monsignor Farina acquistò il terreno necessario e affidò la progettazione del complesso parrocchiale a Monsignor Chiappetta, architetto della Santa Sede. I lavori per l'edificazione del tempio furono iniziati nel 1937, durante i quali, con voto favorevole del capitolo Cattedrale liberato il 28 marzo 1943, la futura chiesa e il complesso parrocchiale l'8 maggio 1943 furono affidati dallo stesso Monsignor Farina ai Figli di Don Orione (Piccola opera della Divina Provvidenza). Nonostante la chiesa fosse incompiuta, con bolla del 18 dicembre 1946, Monsignor Farina la eresse a parrocchia, funzionante temporaneamente in una cappella provvisoria. All'interno della chiesa è custodito un affresco risalente all'XI secolo raffigurante la Madonna con Gesù Bambino che reggono la Croce. Secondo la tradizione, l'originale chiesa di S. Elena era stata costruita all'inizio del XII secolo nella località del rinvenimento di questa icona. La stessa icona porta alla denominazione attuale. Sono inoltre custoditi all'interno della chiesa un Crocifisso ligneo del XVI secolo ed un quadro dipinto a olio su tela, di epoca leggermente posteriore, derivanti da una precedente chiesa costruita nel XVI secolo al posto della cappella di S. Elena, a sua volta sostituita dall'attuale costruzione.
- Chiesa della Beata Maria Verdine Madonna del Rosario, con l'incremento demografico negli anni sessanta nella zona tra l'ippodromo e la fiera fu necessario costruire una parrocchia. A benedire la prima pietra fu monsignor Salvatore De Giorgi, il 13 maggio del 1983. I lavori finirono il 7 maggio del 1995, monsignor Giuseppe Casale consacrò la chiesa e la dedicò alla Madonna del Rosario.
- Chiesa Ossario dei caduti, progettata nel 1928 e inaugurata nel 1931, fu costruita all'interno del Cimitero Monumentale di Foggia da Arnaldo Foschini. Al suo interno ospita due piani, uno terreno ed uno sotterraneo, in quello terreno vengono celebrate le messe, in quello sotterraneo vi sono numerose tombe.
- Chiesa di San Paolo Apostolo, ubicata nel quartiere periferico "CEP", eretto nel 1958 in località Pantano.[3] Monsignor Paolo Carta volle costruire in questa zona una chiesa da dedicare a San Paolo, in memoria del centonovantesimo centenario della sua venuta in Italia.[4] La Pontificia Commissione per l'Arte Sacra, il 31 gennaio 1961 scelse il progetto dell'architetto romano Ignazio Russo e, dopo aver ricevuto i finanziamenti necessari dal Ministero dei lavori pubblici e dal Comune, l'8 settembre 1963 Monsignor Lenotti eresse la parrocchia intitolandola a San Paolo, e successivamente, il 30 giugno 1965 pose e benedisse la prima pietra, iniziando la costruzione della struttura.[4] Nel 1968 arrivarono in parrocchia le Suore Figlie di Gesù Buon Pastore, che iniziarono a collaborare col Parroco nei lavori sacerdotali e nella direzione dell'asilo parrocchiale, tuttavia esse nell'agosto del 1969 abbandonarono la parrocchia, per poi farvi ritorno nel settembre del 1970.[4] Nel frattempo la costruzione della chiesa non era ancora terminata, sebbene questa cominciò a funzionare appena terminata la soffittatura in legno nel 1969.[4] Pochi mesi dopo venne anche arredata e pavimentata, e tra il 1970 ed il 1971 vi furono una serie di numerosi lavori come l'arricchimento dell'area presbiteriale, la realizzazione di mosaici e vetrate, l'inserimento di un impianto di riscaldamento e di elettroventilazione.[4] La chiesa venne inaugurata col rito della benedizione da Monsignor Lenotti il 31 ottobre 1971.[4] In occasione del venticinquesimo anniversario della fondazione della parrocchia, nel 1989, vennero realizzate cinque vetrate istoriate ed il 22 gennaio dello stesso anno, Monsignor Giuseppe Casale consacrò ufficialmente la chiesa.[5][6] Nel giugno del 1994 le Suore abbandonarono nuovamente la parrocchia ed un anno dopo venne chiuso l'asilo parrocchiale.[5] In seguito, tra il 1997 ed il 1998, furono realizzati dei lavori per la ristrutturazione della Sala Teatro, ovvero di una struttura esterna alla chiesa realizzata per lo svolgimento delle assemblee sinodali.[5] La struttura esterna della chiesa è molto semplice e povera nei materiali: essa è realizzata in cemento armato completata da murature in laterizio pieno e forato.[5] È visibile un ordine tricuspidato diviso verticalmente tramite pilastri in cemento armato, articolato da un effetto bicromo dato dall'uso parziale di pietra di tufo bianco alternato con l'uso del cotto rosso.[5][6] La copertura, una grande cuspide, è a doppia falda e scende progressivamente verso l'area presbiteriale, dove cambia di quota e crea un'apertura che viene attraversata dalla luce naturale.[5][6] La pavimentazione è sopraelevata rispetto al livello stradale ed una doppia rampa di scale consente l'ascesa dalla strada.[6] All'interno della struttura vi sono tre cappelle, all'interno delle quali sono presenti due confessionali in muratura.[5] La decorazione interna è offerta dai mosaici laterali, dal Crocifisso in gres cotto e da una Via Crucis in cotto porcellanato, mentre dei pannelli dogati lignei avvolgono la volta della struttura.[5][6] L'illuminazione viene garantita grazie a dieci finestre laterali decorate e ad una facciata continua.[5]
- Chiesa di San Pietro apostolo, con l'incremento edilizio e demografico del quartiere periferico "Ordona Sud", monsignor Lenotti reperì qualche locale per funzioni religiose in quella zona. Fu necessario costruire una chiesa e i lavori iniziarono nel 1993 e finirono nella seconda metà del 1994. Il 5 febbraio 1995 la chiesa fu consacrata da monsignor Giuseppe Casale.
- Chiesa di San Pio, più comunemente chiamata Chiesa della Stazione, è una chiesetta costruita nel XX secolo nella stazione per assicurare l'assistenza religiosa a chi è in partenza o a chi è appena arrivato. Inoltre la chiesa ha preso il nome da Padre Pio da Pietrelcina per le sculture, per i quadri e le icone dedicate al santo.

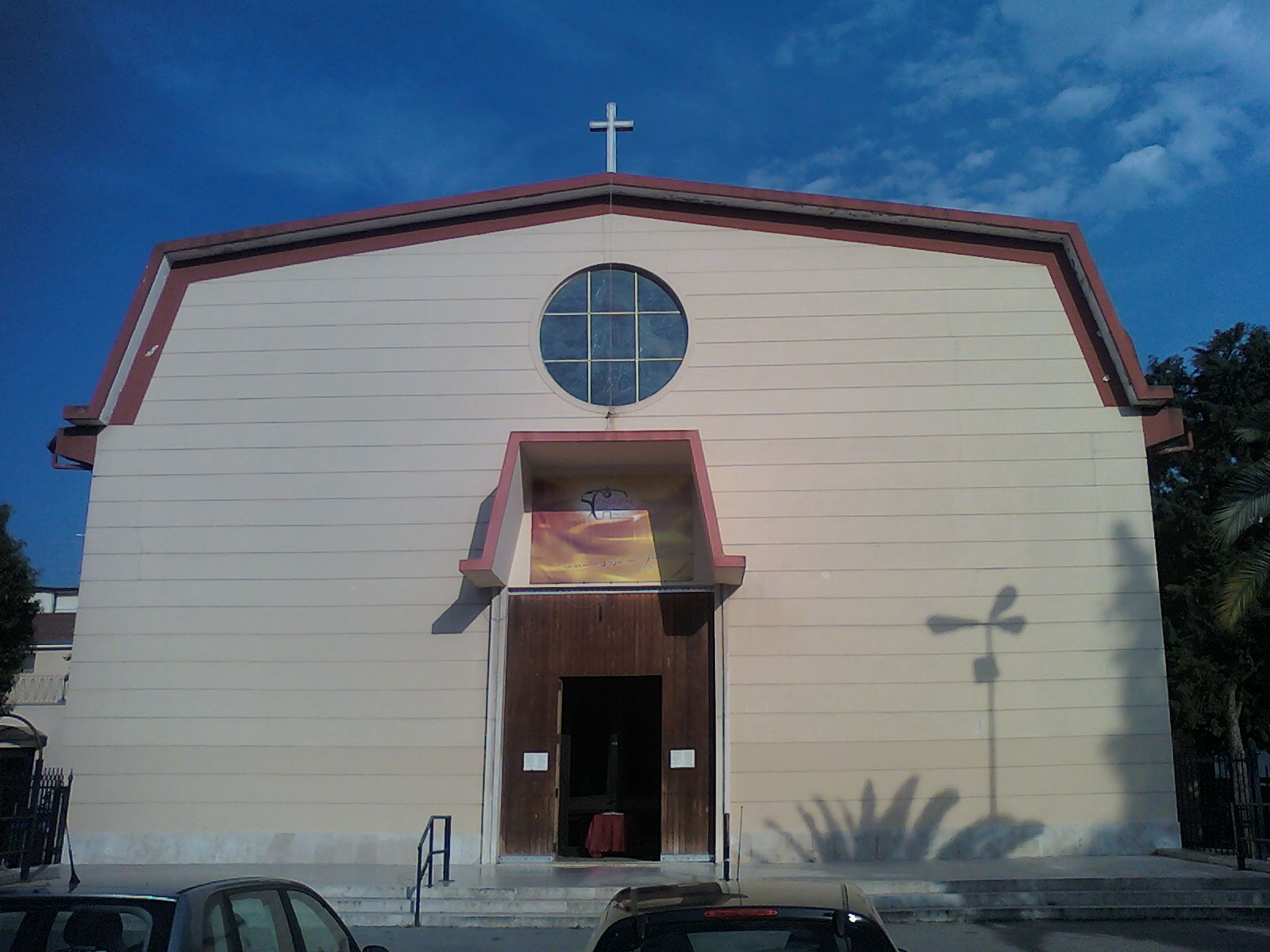
La Chiesa di San Pio X

- Chiesa di San Pio X, costruita nel rione omonimo, dedicato ad egli, "rione San Pio X", la prima pietra fu posata e benedetta nella Pasqua del 1959. Da quell'anno iniziarono i lavori. Un anno dopo la parrocchia, seppur senza essere ancora costruita, fu eretta da Monsignor Paolo Carta e la intitolò a San Pio X. La chiesa fu aperta al culto l'8 dicembre del 1967 col rito della benedizione da Monsignor Lenotti. La chiesa, architettonicamente molto semplice, ha un frontone a lembo, ed ha uno stile moderno. Nel rosone, fatto da Guido Grilli, sono raffigurati Paolo VI, monsignor Giuseppe Lenotti, il parroco di allora, don Rosario Gasparrini, ed un laico, che non è altro Guido Grilli. Internamente, possiede vetrate nell'abside e nella facciata, istoriate sempre da Guido Grilli. Le vetrate sono abbastanza sbalorditive, infatti, in una di esse San Pio X si dirige levitante verso il Crocifisso, inoltre Gesù pare che regga la croce e non che sia sostenuto da essa.
- Chiesa della Sacra Famiglia, costruita per la mancanza di una chiesa nel "rione Diaz", fu aperta al culto il 4 novembre 1940 da Monsignor Fortunato Maria Farina. Nel 1963, la struttura, già diventata cappellania, fu eretta a parrocchia. Nel 1976 la chiesa fu chiusa per ristrutturazione, per poi essere riaperta nella fine dello stesso anno.

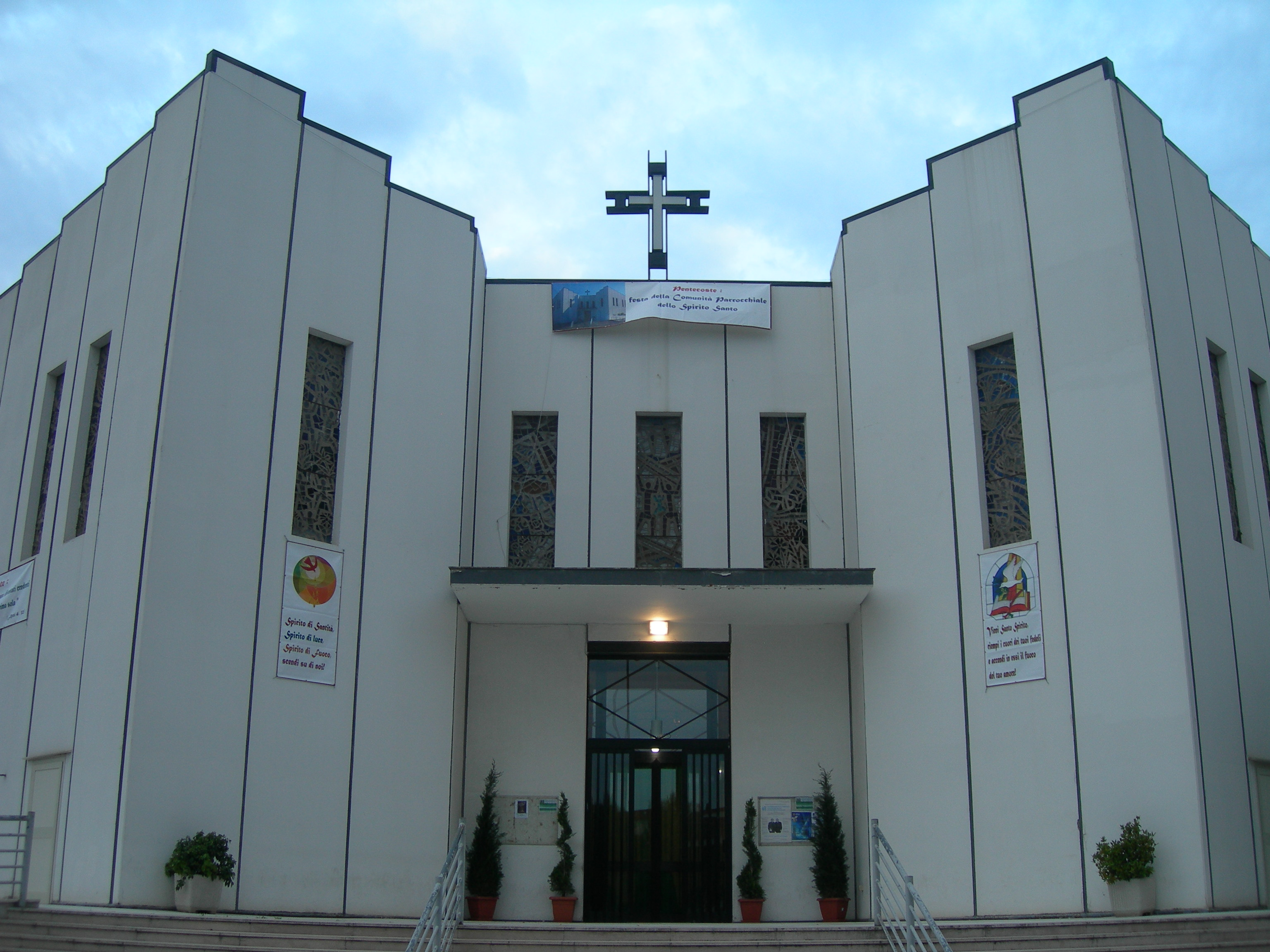
Chiesa dello Spirito Santo

- Chiesa del Sacro Cuore, eretta nel 1931 nella zona periferica di Foggia, distrutta dai bombardamenti del 1943. In quel luogo venne costruita una parrocchia intitolata a San Gerardo Maiella e alla Maria Maddalena, ma non una chiesa. Infatti Monsignor Giuseppe Amici, con i fondi dello Stato previsti per i danni bellici, ne fece costruire una e benedisse la prima pietra il 14 novembre del 1954. Nel 1956, quando erano ancora in corso i lavori, la chiesa venne intitolata al Sacro Cuore di Gesù e non più a San Gerardo Maiella e alla Maria Maddalena.
- Chiesa del Santissimo Salvatore, progettata dall'architetto Luigi Fatigato, venne costruita in parte nel 1958, e in quell'anno furono ospitate in questa struttura le monache redentoriste, che nel 1933 vennero a Foggia, ma per i bombardamenti del 1943 fuggirono a Troia. Il resto della chiesa fu costruita verso la fine del 1961. A causa dell'incremento demografico Monsignor Lenotti decise di erigere questa chiesa a parrocchia. Il 1º ottobre 1975 venne eretta la parrocchia "Santissimo Salvatore" da Monsignor Lenotti. Le monache, ormai infastidite dalla vita parrocchiale decisero di trasferirsi. Infatti le monache si trasferirono in un seminario diocesano. Il 24 maggio 1987 papa Giovanni Paolo II, in visita a Foggia, benedisse le campane della chiesa.
- Chiesa dello Spirito Santo, è una chiesa costruita recentemente nei pressi dell'ospedale, molto larga, come si può notare la chiesa è completamente di colore bianco sia all'esterno e sia all'interno. Lo stile architettonico è moderno.
- Chiesa della Beata Maria Vergine Immacolata di Fatima, Borgo Segezia
- Chiesa di San Giuseppe, Borgo Cervaro
- Chiesa di Santa Teresa di Gesù Bambino, Borgo Arpinova
- Chiesa di Sant'Isidoro, Borgo Duanera La Rocca

## Chiese scomparse
| - Chiesa di Sant'Andrea - Chiesa di Sant'Angelo - Chiesa di Sant'Antonio Abate - Chiesa di San Ciro - Chiesa di Sant'Elena - Chiesa di Sant'Eleuterio - Chiesa di San Francesco o Sant'Antonio - Chiesa di San Giovanni Pleuti - Chiesa di San Giovanni del Tempio - Chiesa di San Lazzaro | - Chiesa di San Marco - Chiesa della Santa Maria di Foggia di Castiglione - Chiesa della Santa Maria della Croce - Chiesa di Santa Maria delle Grazie - Chiesa di Santa Maria Maddalena - Chiesa di San Pietro - Chiesa di Santo Stefano ai Ferri - Chiesa dello Spirito Santo - Chiesa di Santa Teresa |